# Хейз, Айра
А́йра Хэ́мильтон Хе́йз (англ. Ira Hamilton Hayes; 12 января 1923 — 24 января 1955) — американский морской пехотинец индейского происхождения (народ пима), участник Второй мировой войны. Известен как один из шести военнослужащих, запечатлённых на фотографии «Поднятие флага на Иводзиме» Джо Розенталя.

## Биография
Айра Хейз родился 12 января 1923 года в Аризоне в Сакатоне в индейской резервации Хила-Ривер в семье Джо и Нэнси Хейзов. Хейз оставил обучение в школе и 24 августа 1942 года записался в резерв ВМС США.
После прохождения курса молодого бойца в Сан-Диего, он проходил подготовку парашютистов-десантников на базе морской пехоты в Сан-Диего, где получил прозвище Вождь Падающее Облако (англ. Chief Falling Cloud). 2 декабря 1942 года он присоединился к 3-му парашютному батальону 3-го морского дивизиона в Камп-Элиотте (Калифорния). 14 марта 1943 года он вместе с 2 парашютным батальоном отплыл в Новую Каледонию. Впервые участвовал в боевых действиях на Бугенвиле. После этого он на небольшой срок приезжал домой на побывку, и его семья отмечала, что он изменился и стал серьёзнее.
В феврале 1944 года парашютные подразделения в морском флоте были расформированы, и Хейз перешёл во 2-й батальон 5-го морского дивизиона в Камп-Пендльтоне. В сентябре 1944 года Хейза отправили на Гавайи для дальнейшей подготовки.

### Поднятие флага на Иводзиме

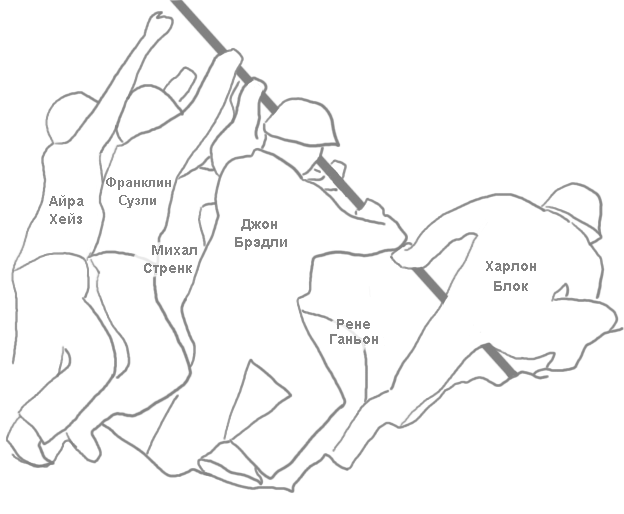
Хейз — крайний слева

19 февраля 1945 года Айра Хейз принял участие в высадке на Иводзиму, а через пять дней — 23 февраля был в числе группы, занявшей гору Сурибати.
Поднятие на Сурибати второго флага пятью морскими пехотинцами: Айрой Хейзом, Рене Ганьоном, Харлоном Блоком, Франклином Сузли, Майклом Стренком — и армейским санитаром Джоном Брэдли было увековечено фотографом Джо Розенталем и стало одним из символов войны для американцев. За одну ночь Хейз и двое других изображённых на фотографии, выживших после битвы, — Рене Ганьон и Джон Брэдли — стали национальными героями. История Хейза привлекла особое внимание из-за его индейского происхождения.

### Звания и медали
За время службы в армии Айра Хейз дослужился до звания капрала. За годы службы ему были вручены следующие награды:
- Медаль «За Американскую кампанию»;
- Медаль «За Азиатско-тихоокеанскую кампанию» с четырьмя звёздами (за залив Велья, Бугенвиль, Северные Соломоновы острова и Иводзиму);
- Боевая ленточка;
- Похвальная медаль ВМС со знаком за боевые заслуги;
- Значок парашютиста (англ. Parachutist Badge);
- Благодарность президента с одной звездой (за Иводзиму);
- Медаль Победы во Второй мировой войне.

### После войны

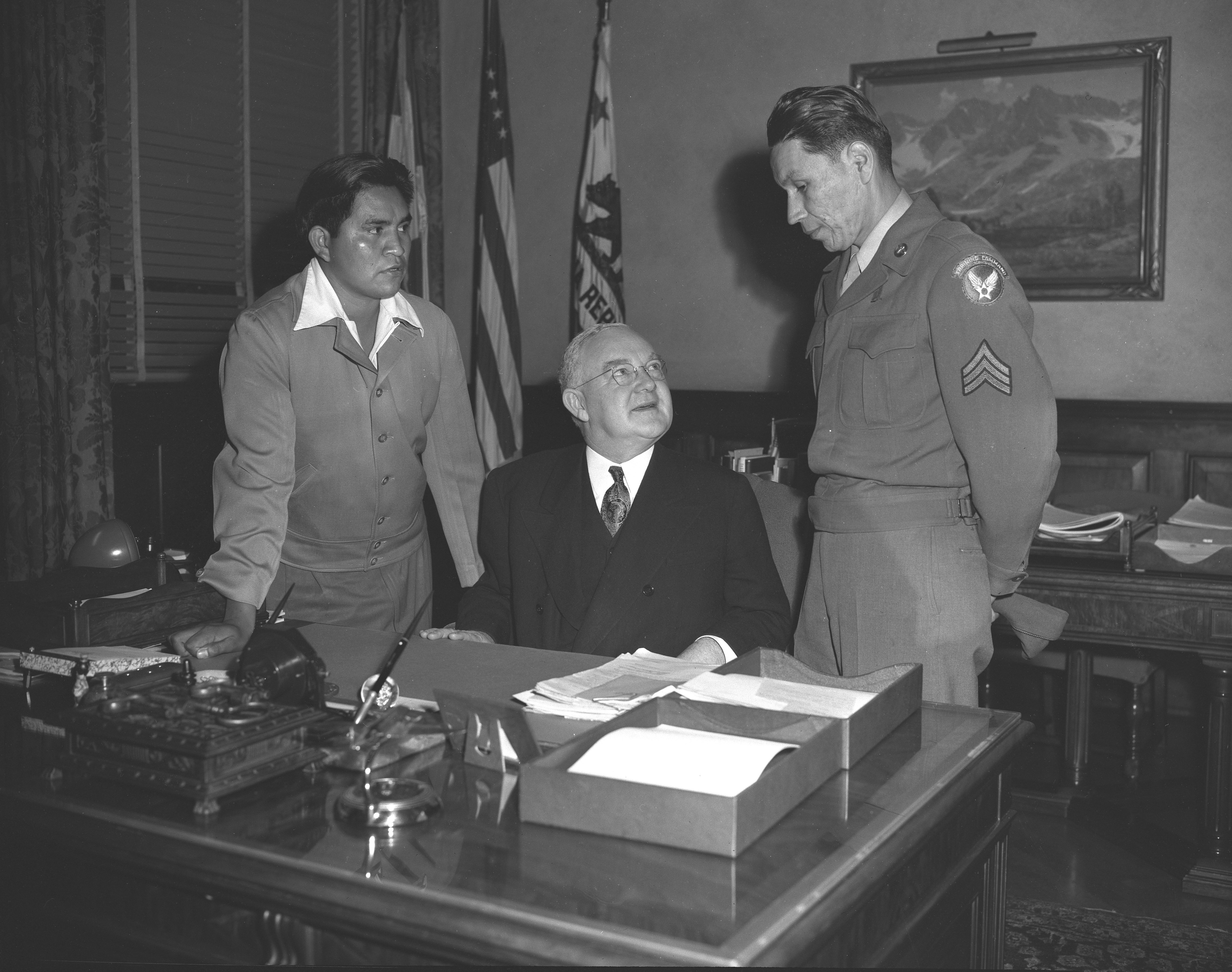
Айра Хейз (слева) с мэром Лос-Анджелеса Флетчером Боуроном, 1947 год

После окончания Второй мировой войны Айра Хейз пытался наладить нормальную жизнь на гражданке, но безуспешно. По его словам:

Я продолжаю получать сотни писем. И люди могут проезжать по резервации, зайти ко мне и спросить: «Вы тот самый индеец, который поднял флаг на Иводзиме?».
Оригинальный текст (англ.)I kept getting hundreds of letters. And people would drive through the reservation, walk up to me and ask, “Are you the Indian who raised the flag on Iwo Jima”?.

Он редко рассказывал о поднятии флага на Сурибати, но часто с гордостью говорил о времени своей службы в морском флоте. После войны Хейз стал злоупотреблять алкоголем и был около 50 раз задержан в состоянии алкогольного опьянения.
После возвращения домой Хейза волновало то, что вместо Харлона Блока, который был в числе действительно изображённых на фото, в число поднявших флаг на Иводзиме включили Хэнка Хансена. Позже Хейз проехал 1300 миль из резервации в Техас на ферму Эда Блока, чтобы рассказать правду семье Блока. Благодаря ему было исправлено несоответствие списка изображённых на фотографии.
В 1949 году Хейз вместе с Джоном Брэдли и Рене Ганьоном появились в роли самих себя в фильме c Джоном Уэйном «Пески Иводзимы». В фильме использовался флаг, реально поднятый на горе Сурибати.

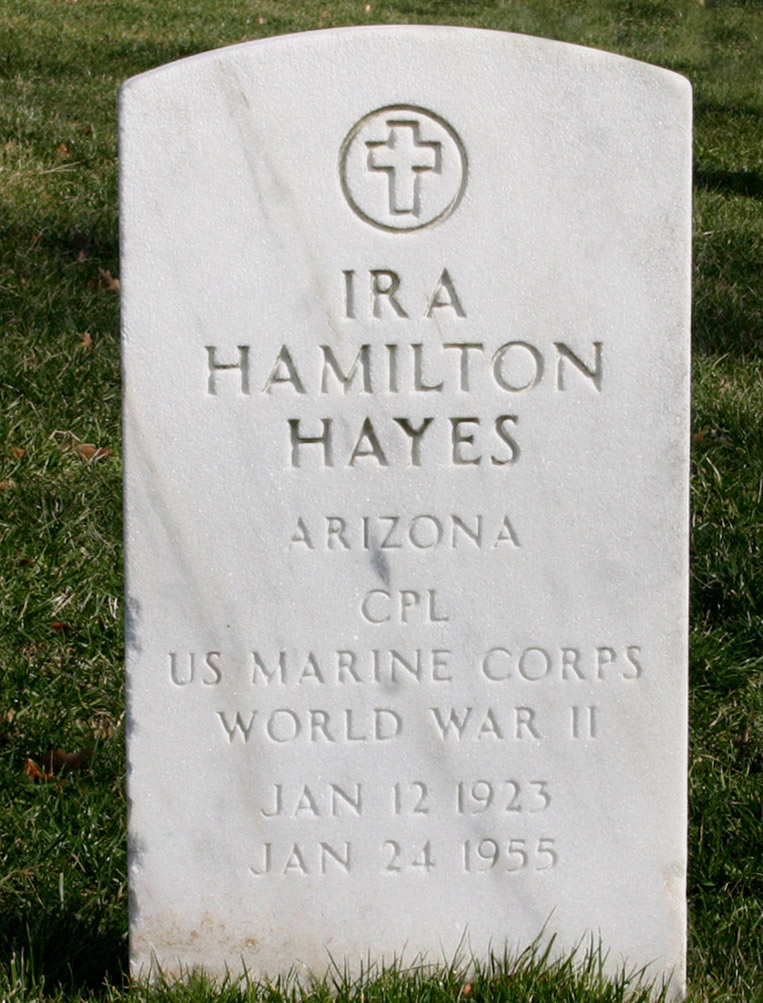
Надгробная плита на могиле Айры Хейза

24 января 1955 года Айра Хейз был найден мёртвым — лежащим вниз лицом в своих рвотных массах и крови рядом со своим домом в резервации Гила-Ривер. До этого он распивал алкоголь и играл в карты с несколькими другими людьми, включая его братьев Кенни и Вернона и другого индейца, тоже из племени пима, Генри Сетоянта, с которым у Хейза возник спор, переросший в драку. После окончания игры из дома ушли все кроме Хейза и Сетоянта. Следователь по делу пришёл к заключению, что смерть наступила из-за алкоголя и нахождения на открытом пространстве. Несмотря на то, что брат Айры Хейза Кенни заявлял, что причиной смерти была стычка с Сетоянтом, следствие не проводилось, а сам Сетоянт отрицал все заявления о конфликте с Хейзом после карточной игры.
Айра Хейз был похоронен в секции 34 Арлингтонского национального кладбища. На его похоронах его сослуживец Рене Ганьон сказал:

Можно сказать, что у него в сердце была небольшая мечта о том, что однажды индейцы будут как белые люди и смогут передвигаться по всем Соединённым Штатам.
Оригинальный текст (англ.)Let’s say he had a little dream in his heart that someday the Indian would be like the white man — be able to walk all over the United States.

## Память

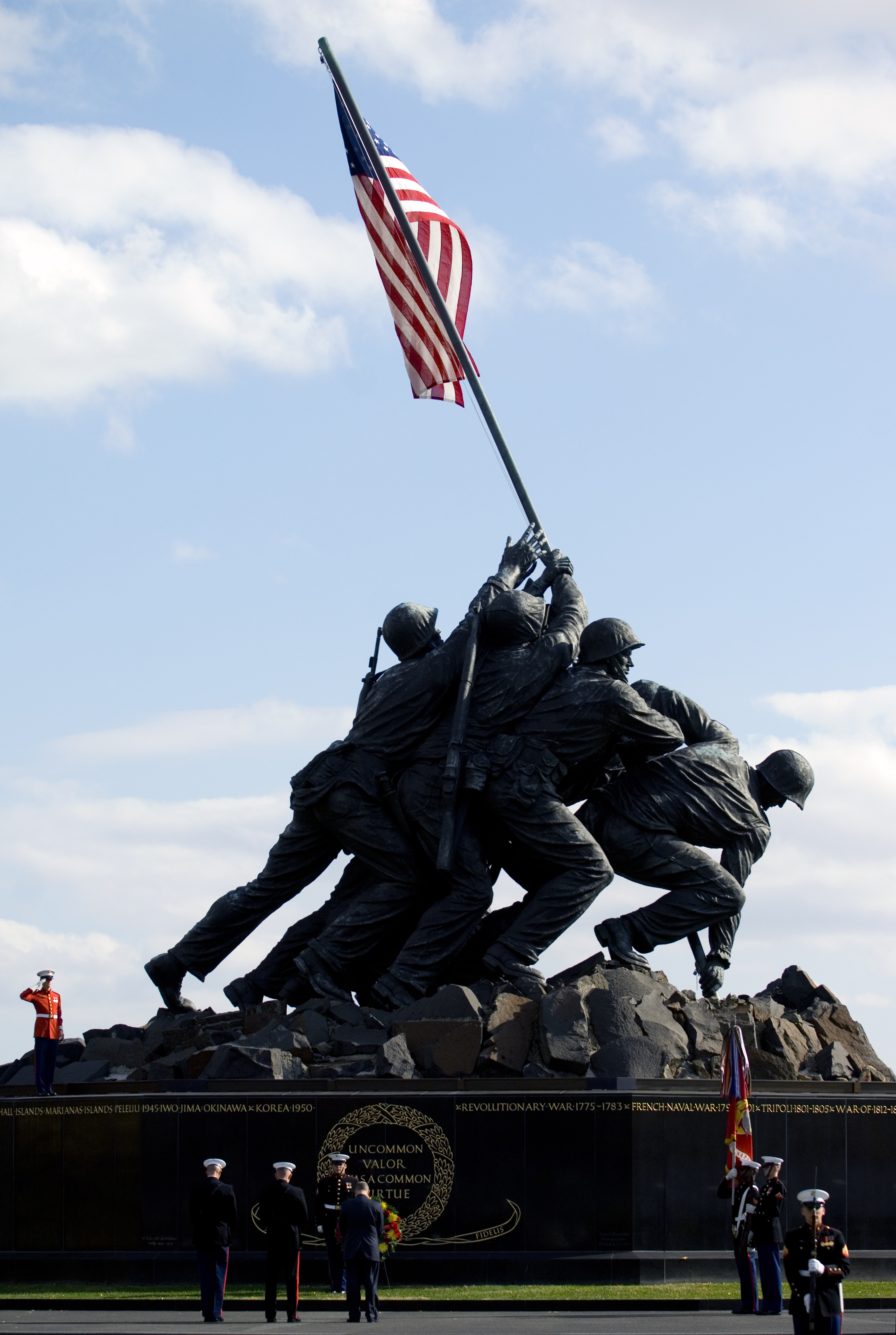
Мемориал в Арлингтоне, посвящённый поднятию флага на Иводзиме

Трагическая история Хейза отражена в песне The Ballad of Ira Hayes Питера Ла-Фарге. Эту песню перепевали такие певцы, как Джонни Кэш, Крис Кристоферсон, Смайли Бэйтс, Пит Сигер, Боб Дилан, Кинки Фридмен, Том Рассел, Хейзел Дикенс, Патрик Скай и Таунс Ван Зандт.
В честь поднятия флага на Иводзиме сооружён монумент в Арлингтоне (Виргиния). Именем Хейза также был назван самый северный пик в Сьерра-Эстрелла.
10 ноября 1993 года во время церемонии у мемориала, посвящённого поднятию флага на Иводзиме, комендант Корпуса морской пехоты США генерал Карл Манди произнёс речь:

Одна из пар рук, протянувшаяся, чтобы поднять наш национальный флаг на израненной в битве вершине горы Сурибати принадлежала тому из коренных американцев… Айре Хейзу… морскому пехотинцу, не входившему в этническое большинство нашего населения.
Если бы Айра Хейз был сегодня здесь… я бы сказал ему, что если у кого-то появится впечатление от моей речи, что я считаю, что некоторые морские пехотинцы… из-за их цвета… не такие способные, как другие морские пехотинцы… то этих мыслей не было в моём разуме… и этих мыслей не было у меня в сердце.
Оригинальный текст (англ.)One of the pairs of hands that you see outstretched to raise our national flag on the battle-scarred crest of Mount Suribachi so many years ago, are those of a Native American … Ira Hayes … a Marine not of the ethnic majority of our population.

Were Ira Hayes here today … I would tell him that although my words on another occasion have given the impression that I believe some Marines … because of their color … are not as capable as other Marines … that those were not the thoughts of my mind … and that they are not the thoughts of my heart.

## Кинематограф
- Айра Хейз снялся в роли самого себя в фильме Джона Уэйна «Пески Иводзимы» 1949 года.
- В фильме 1960 года The American Айру Хейза сыграл ветеран морской пехоты Ли Марвин.
- В 1961 году в фильме The Outsider Хейза сыграл Тони Кёртис.
- 2006: фильм «Флаги наших отцов» / Flags of Our Fathers (США), режиссёр Клинт Иствуд, в роли Айры Хейза — Адам Бич.